# Shabono

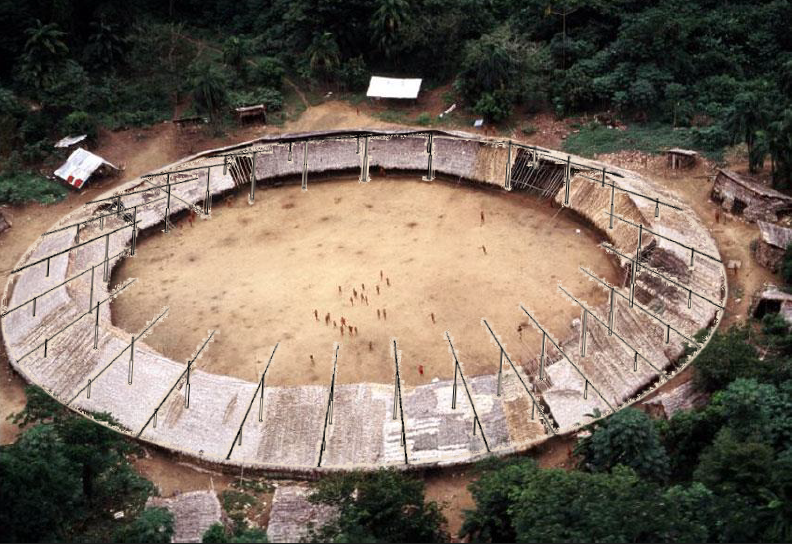
Uno shabono

Uno shabono (detto anche xapono o yano) è un tipo di capanna usato dagli Yanomami, gruppo etnico che vive nell'area a cavallo del confine tra il Venezuela e il Brasile.
Funzionano come ripari temporanei e vengono costruiti con foglie di palma e legno. Gli shabono vengono costruiti in posti liberi da vegetazione usando il legno per costruire il sostegno principale. Nei villaggi Yanomami, diversi shabono circondano uno spazio centrale aperto. Ogni nucleo familiare occupa una certa area all'interno dello shabono.